# Massimo Cenci
Massimo Cenci (San Marino, 8 giugno 1967) è un politico sammarinese.

## Biografia
Dopo gli studi a San Marino ha conseguito la laurea in economia e commercio all'Università di Bologna. Divenuto commercialista, ha preso due master all'Università degli studi della Repubblica di San Marino.

Nel 1999 divenne segretario della Giunta di Castello di Città di San Marino e mantenne la carica fino al 2003.

Nel 2001 divenne direttore generale della IX Giochi dei piccoli stati d'Europa che si svolsero a San Marino.
Già iscritto e politico del Partito Socialista Sammarinese, con una parte del partito che non voleva la fusione con il Partito dei Democratici fondò il Nuovo Partito Socialista nel 2005 e ne divenne segretario. Dopo le elezioni politiche del 2008 diventa consigliere e dal novembre 2008 è nella Lista della Libertà, inoltre entra a parte di varie commissioni consiliari e il 1º aprile 2009 viene eletto Capitano Reggente.